# پودر سنگ

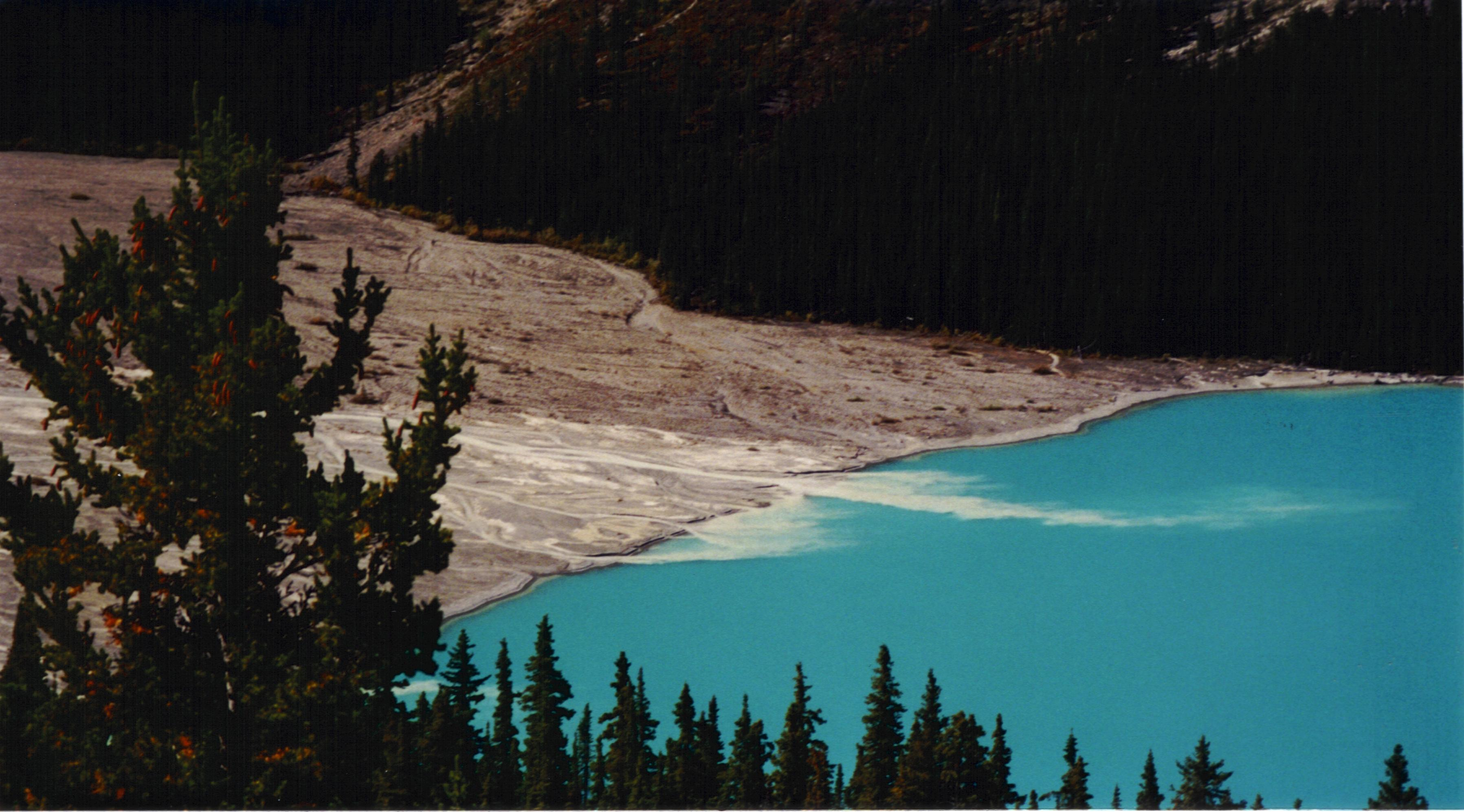
جریان آردسنگ در دریاچه پی‌تو، کانادا

آردسنگ یا پودرسنگ (به انگلیسی: Rock Flour) به مواد پودری‌شکل و بسیار ریزی گفته می‌شود که از سنگ‌ها که بر اثر نیروی سایش یخچال‌ها بر کف یخچال به‌وجود می‌آید. وقتی یخ و مواد متشکل از قطعات سنگی در حال حرکت است، سنگ، پاره‌سنگ، ریگ، ماسه و سیلت را بر روی یخچال به‌صورت یک سوهان یا سمباده می‌کشد و قطعات سنگی داخل خود را می‌ساید، البته در این حال ابزار سایش نیز به‌نوبه خود ساییده می‌شود. این سایش متقابل باعث تولید آردسنگ می‌شود. گاهی رودهای حاصل از ذوب یخ دارای آبی کدر است و دارای رنگ خاکستری یا شیری است که این خود شاهدی از نیروی سایشی یخ و ناشی از عمل فرسایش می‌باشد.

## تشکیل در طبیعت
معمولا خاک سنگ طبیعی در اثر تحرک یخچال‌های طبیعی ایجاد می‌شود به اینصورت که یخچال‌ها، صخره‌های جانبی و زیرین خود را ساییده و خورد می‌کند. روش دیگر، در اثر یخ‌زدگی و انجماد است که آب به درون سنگ‌ها نفوذ کرده، یخ می زند و حجیم می‌شود و این عمل باعث ترکیدن صخره‌ها شده و تداوم این روند موجب تولید میزان زیاد خاک سنگ می گردد. سپس جریان‌های آب حاصل از ذوب یخ ، ذرات ریز سنگ را تا مسافت‌های دور جابجا می‌کنند.